# Crocco (cráter)
Crocco  es un cráter de impacto que se encuentra en la cara oculta de la Luna. Se encuentra al noreste de la gran llanura amurallada del cráter Planck, y al noroeste del igualmente enorme Poincaré. Justo al norte, a menos de un diámetro de distancia del cráter, se halla Koch.
Se trata de una formación casi circular, cuyo borde oriental ha sido parcialmente cubierto por el cráter satélite Crocco G. El brocal ha sufrido algo de erosión, aunque conserva un perfil bien definido. Un pequeño cráter atraviesa el borde en el lado norte-noreste. Justo al oeste-suroeste de Crocco, casi unido a su borde, aparece el cráter satélite Crocco R.
La mitad noroeste del suelo interior está a nivel y prácticamente carece de rasgos distintivos; mostrando la apariencia de haber sido vuelto a configurar por flujos de lava. La otra mitad del piso muestra algunas irregularidades, como el borde de un pequeño cráter que ha sido casi totalmente sumergida por el flujo de lava. Este cráter tiene un hueco en el borde del lado norte, y forma una bahía en el piso interior de Crocco. Una cresta se extiende desde el borde occidental de este pequeño cráter hasta la pared interior suroeste de Crocco.

## Cráteres satélite
Por convención estos elementos son identificados en los mapas lunares poniendo la letra en el lado del punto medio del cráter que está más cerca de Crocco.
|        | \| Crocco \| Coordenadas \| Diámetro \| \| ------ \| ------------------------------- \| -------- \| \| E \| 46°48′S 152°00′E / -46.8, 152.0 \| 17 km \| \| G \| 47°48′S 152°18′E / -47.8, 152.3 \| 42 km \| \| R \| 48°18′S 147°30′E / -48.3, 147.5 \| 57 km \| |          |
| Crocco | Coordenadas | Diámetro |
| E      | 46°48′S 152°00′E / -46.8, 152.0 | 17 km    |
| G      | 47°48′S 152°18′E / -47.8, 152.3 | 42 km    |
| R      | 48°18′S 147°30′E / -48.3, 147.5 | 57 km    |